# Robot Entertainment
Robot Entertainment é desenvolvedora de jogos eletrônicos criada pelos fundadores da extinta Ensemble Studios, depois da mesma ter sido fechada pela Microsoft. Outros membros da companhia fundaram a Bonfire Studios e Windstorm Studios. A Robot Entertainment foi responsável por manter e atualizar o jogo Halo Wars até 28 de fevereiro de 2010, quando a Microsoft assumiu o controle dos servidores e atualizações. Mas a empresa ainda é responsável por manter a franquia Age of Empires.

## Lista de jogos
| Título                   | Gênero                   | Ano de lançamento |
| ------------------------ | ------------------------ | ----------------- |
| Age of Empires Online    | Estratégia em tempo real | 2011              |
| Orcs Must Die!           | Tower defense            | 2011              |
| Hero Academy             | Estratégia por turnos    | 2012              |
| Orcs Must Die! 2         | Tower defense            | 2012              |
| Echo Prime               | RPG de ação              | 2013              |
| Orcs Must Die! Unchained | Tower defense            | 2017              |
| Hero Academy 2           | Estratégia por turnos    | 2017              |